# Hendrik II van Münsterberg
Hendrik II van Münsterberg (circa 1396 - 11 maart 1420) was van 1410 tot 1420 medehertog van Münsterberg. Hij behoorde tot de Silezische tak van het huis Piasten.

## Levensloop
Hendrik II was de jongste zoon van hertog Bolko III van Münsterberg en diens echtgenote Euphemia, dochter van hertog Bolesław van Bytom.
Na de dood van zijn vader in 1410 erfden Hendrik II en zijn oudere broer Jan het hertogdom Münsterberg. Hendrik oefende echter geen werkelijke macht uit, waardoor zijn broer Jan in feite hun domeinen alleen bestuurde. 
In 1420 overleed hij ongehuwd en kinderloos, waardoor zijn broer Jan als enige hertog van Münsterberg overbleef. Waarschijnlijk werd hij bijgezet in het familiegraf in het klooster Heinrichau.